# Patrice Olivier
Pas d'image ? Cliquez ici

a Compétitions nationales et continentales officielles uniquement.

b Matchs officiels uniquement.
Dernière mise à jour le 13 janvier 2021.
Patrice Olivier, né le 7 janvier 1990, est un joueur franco-philippin de rugby à XV et de rugby à sept qui peut couvrir les trois postes des lignes arrières : ailier, centre et arrière.

## Biographie
Il naît à Caux dans l'Hérault d'un père français et d'une mère philippine. Il découvre le rugby à 8 ans, à l'école franco-japonaise au Japon où il vivait alors. De retour en France, il intègre son premier club à Pertuis. En 2010, il intègre le centre de formation de l'AS Béziers,. 
Après sa période en centre de formation, il part tenter sa chance au Japon, signant un contrat professionnel avec les Yamaha Júbilo, qui évoluent alors en Top League. Il obtient peu de temps jeu avec Yamaha, et poursuit sa carrière en Top League Est (ja). Il jouera ainsi respectivement pour les Kamaishi Seawaves (en), les Mitsubishi Sagamihara Dynaboars et le Tokyo Gas Rugby (ja) de 2014 à 2018. 
Durant sa période avec les Dynaboards, il remporte à deux reprises le championnat, et peut ainsi participer au tournoi annuel final regroupant les meilleures équipes régionales, le Top League Challenge Series. En 2017-2018, il n'est pas intégré à l'effectif des Dynaboars qui joue dans le Top Challenge League devenu un championnat complet, et reste au niveau régional avec les Tokyo Gas. Il découvre la nouvelle version du championnat lors de la saison 2018 (en) avec les Kintetsu Liners, mais se blesse à l'échéance de son contrat en mars 2019. Il rentre alors en France sans club, et joue avec les Philippines, avec qui il remporte la médaille d'or lors des Jeux d'Asie du Sud-Est de 2019, ainsi que la Division 1 (2ème niveau) du championnat d'Asie 2019,.
En 2020, il signe un contrat en France avec l'Olympique marcquois, récent promu en Fédérale 1, et a la possibilité d'entamer sa reconversion professionnelle en parallèle.

## Carrière

### En club
- 2012-2014 :  Yamaha Júbilo
- 2014-2015 :  Kamaishi Seawaves (en)
- 2015-2017 :  Mitsubishi Dynaboars
- 2017-2018 :  Tokyo Gas Rugby (ja)
- 2018-2019 :  Kintetsu Liners
- 2019-2020 : sans club
- Depuis 2020 :  Olympique marcquois

## Palmarès
- Top League Est (ja) 2016, 2017
- Jeux d'Asie du Sud-Est 2015, 2019[5]
- Asie - Division 1 2019